# Eleição municipal de Magé em 2016
A eleição municipal de Magé em 2016 foi realizada no dia 2 de outubro para eleger um prefeito, um vice-prefeito e 17 vereadores no município de Magé, no estado brasileiro de Rio de Janeiro. Seguindo a Constituição, os candidatos são eleitos para um mandato de quatro anos a se iniciar em 1º de janeiro de 2017. A decisão para os cargos da administração municipal, segundo o Tribunal Superior Eleitoral, contou com 178 009 eleitores aptos e 33 306 abstenções, de forma que 18.71% do eleitorado não compareceu às urnas naquele turno.

## Antecedentes
Nas eleições municipais de 2012, Rafael  Santos de Souza, conhecido como Rafael Tubarão, do PPS, foi eleito vereador. Entre os 17 candidatos eleitos, Rafael foi o terceiro mais votado, com 2.700 votos válidos (2,28%). No ano de 2016, Tubarão, que já era presidente da Câmara dos Vereadores, candidatou-se ao cargo de prefeito e foi eleito no primeiro turno, com 63,97% dos votos, derrotando seu principal concorrente Renato Cozzolino (PR), que ficou em segundo lugar. Rafael assumiu a administração do município em abril desse ano logo após o antigo prefeito Nestor Vidal (PMDB) ser cassado e o seu vice, Cláudio da Pakera, renunciar.

## Campanha
Durante sua campanha, Rafael Tubarão buscava destacar a sua ligação e de sua família com a cidade, além de sempre reforçar sua trajetória na política – que teve início em 2004. Por conta do cenário pré-eleitoral tenso, devido à cassação de políticos, Tubarão também enfatizou o desejo de reescrever a história de Magé e de poder oferecer uma vida melhor para todos os mageenses. Para isso, suas propostas abrangem, principalmente, onze campos de atuação:
- Gestão pública - Maior participação popular e profissionalização do serviço público
- Saúde - Criação, ampliação e modernização de unidades de saúde e implementação de novos projetos ligados à saúde pública
- Meio ambiente - Fiscalização e proteção da biodiversidade do município
- Educação -  Padronização da qualidade na rede de educação e construção de mais escolas
- Agropecuária - Incentivo as Associações de pequenos produtores rurais
- Segurança
- Ação social
- Obras - Criação do polo industrial
- Turismo - Revitalização dos pontos turísticos e históricos de Magé
- Esporte
- Juventude

## Resultados

### Eleição municipal de Magé em 2016 para Prefeito
A eleição para prefeito contou com 5 candidatos em 2016: Rafael Santos de Souza do Partido Popular Socialista, Sonia de Oliveira Sthoffel do Partido Republicano Brasileiro, Renato Cozzolino Harb do Partido da República, Daniel Klein do Partido Socialismo e Liberdade, Paulo Afonso Abreu de Oliveira do Partido Pátria Livre que obtiveram, respectivamente, 81 601, 2 580, 41 443, 1 163, 766 votos. O Tribunal Superior Eleitoral também contabilizou 18.71% de abstenções nesse turno.
| Candidato(a)                         | Vice                             | Coligação                                      | Votos recebidos | Percentual |
| ------------------------------------ | -------------------------------- | ---------------------------------------------- | --------------- | ---------- |
| Rafael Tubarão (PPS)                 | Vandro Lopes Gonçalves           | Do Povo para o Povo                            | 81 601          | 63.97%     |
| Renato Cozzolino (PR)                | Ricardo Correa de Barros         | O Trabalho Vai Voltar                          | 41 443          | 32.49%     |
| Sonia de Oliveira Sthoffel (PRB)     | William Sergio Antunes de Campos | Mage Com Determinaçao e Coragem                | 2580            | 2.02%      |
| Daniel Klein (PSOL)                  | Daniela Araujo de Abreu          | Partido Socialismo e Liberdade (sem coligação) | 1163            | 0.91%      |
| Paulo Afonso Abreu de Oliveira (PPL) | Alberto Domingues Almeida Filho  | Partido Pátria Livre (sem coligação)           | 766             | 0.6%       |

### Eleição municipal de Magé em 2016 para Vereador
Na decisão para o cargo de vereador na eleição municipal de 2016, foram eleitos 17 vereadores com um total de 132 157 votos válidos. O Tribunal Superior Eleitoral contabilizou 4 973 votos em branco e 7 573 votos nulos. De um total de 178 009 eleitores aptos, 33 306 (18.71%) não compareceram às urnas.
| Nome                                   | Partido político                                | Coligação                                               | Votos recebidos | Percentual |
| -------------------------------------- | ----------------------------------------------- | ------------------------------------------------------- | --------------- | ---------- |
| Pedro Rogerio Dutra do Vale            | Movimento Democrático Brasileiro (MDB)          | Movimento Democrático Brasileiro (sem coligação)        | 3459            | 2.62%      |
| Silmar Braga de Souza                  | Movimento Democrático Brasileiro (MDB)          | Movimento Democrático Brasileiro (sem coligação)        | 2919            | 2.21%      |
| Paulo Roberto Portugal                 | Partido Social Democrático (PSD)                | Socialistas Progressistas e Democrátas                  | 2603            | 1.97%      |
| Joelson Alves de Souza                 | Partido Popular Socialista (PPS)                | Aqui o Povo Governa                                     | 2328            | 1.76%      |
| Leandro Hassen Dam Rodrigues           | Movimento Democrático Brasileiro (MDB)          | Movimento Democrático Brasileiro (sem coligação)        | 2214            | 1.68%      |
| Leonardo Franco Pereira                | Partido Humanista da Solidariedade (PHS)        | Unidos pelo Povo de Magé                                | 2198            | 1.66%      |
| Jose Carlos Prata Moreira              | Partido Socialista Brasileiro (PSB)             | Socialistas Progressistas e Democrátas                  | 2159            | 1.63%      |
| Felipe Alves Pires                     | Partido Trabalhista Brasileiro (PTB)            | Partido Trabalhista Brasileiro (sem coligação)          | 2144            | 1.62%      |
| Carlos da Silva Ferreira               | Partido da Social Democracia Brasileira (PSDB)  | Partido da Social Democracia Brasileira (sem coligação) | 1878            | 1.42%      |
| Alvaro Alencar de Oliveira Rodrigues   | Partido dos Trabalhadores (PT)                  | Aqui o Povo Governa                                     | 1710            | 1.29%      |
| Igor Fabiano da Silva Athayde          | Partido da República (PR)                       | Partido da República (sem coligação)                    | 1599            | 1.21%      |
| Júlio Henrique de Oliveira Borges      | Partido Popular Socialista (PPS)                | Aqui o Povo Governa                                     | 1517            | 1.15%      |
| Andre Antonio Lopes do Nascimento      | Partido Democrático Trabalhista (PDT)           | Mage com Determinaçao e Coragem                         | 1428            | 1.08%      |
| Anderson Cassimiro Glicério dos Santos | Partido da República (PR)                       | Partido da República (sem coligação)                    | 1200            | 0.91%      |
| Fabio Duarte de Abreu                  | Partido Renovador Trabalhista Brasileiro (PRTB) | Magé pra Frente                                         | 1157            | 0.88%      |
| João Victor Carvalhaes Fraga           | Partido Social Cristão (PSC)                    | Partido Social Cristão (sem coligação)                  | 1154            | 0.87%      |
| Cleversom Vidal Ribeiro                | Partido Renovador Trabalhista Brasileiro (PRTB) | Magé pra Frente                                         | 1010            | 0.76%      |

## Análise
A vitória de Rafael Tubarão representa mais uma derrota para a família Cozzolino, que há mais de três décadas domina a política na região. Dos últimos sete prefeitos de Magé, quatro faziam parte da família, sendo Núbia Cozzolino a última familiar eleita. Seu mandato teve início em 2004 e quatro anos depois foi reeleita, entretanto acabou sendo cassada, juntamente com seu vice Rozan Gomes, por abuso de poder político e econômico e por uso indevido dos meios de comunicação. Na época, Anderson Cozzolino, irmão de Núbia e então presidente da Câmara, assumiu a administração interinamente, mas foi acusado por servidores da prefeitura por não pagar os salários de funcionários públicos que se envolveram nas campanhas de candidatos da oposição. Sendo assim, a eleição de Tubarão foi vista como uma oportunidade de reformular a política da cidade e quebrar o domínio que essa família havia estabelecido.[carece de fontes?]